# Falilat Ogunkoya
Falilat Ogunkoya (* 5. Dezember 1968) ist eine ehemalige nigerianische Sprinterin und Olympiadritte.
Ogunkoya gewann bei den Nigerianischen Meisterschaften 1996 Gold über 400 Meter, 1998 Gold über 200 und 400 Meter, 1999 und 2001 nochmals Gold über 400 Meter.
Sie gewann auch bei den Panafrikanischen Spielen 1987 in Kenia die Silbermedaille im 200-Meter-Lauf, 1995 in Simbabwe ebenfalls Silber über 400 Meter und 1999 in Südafrika die Goldmedaille über 400 Meter.
Bei den Olympischen Sommerspielen 1996 in Atlanta gewann sie die Bronzemedaille im 400-Meter-Lauf hinter Marie-José Perec (FRA) und Olha Wladykina-Bryshina (UKR).